# Frederico Gerling Júnior
Frederico Gerling Junior (Oceano Atlântico (registado em Jaraguá do Sul), 1925 — Porto Alegre, 15 de novembro de 2010) foi um maestro e compositor brasileiro.
Filho de imigrantes alemães, nasceu a bordo do navio que os pais tomaram para vir ao Brasil. Quando pisaram em terra, o bebê foi registrado em Jaraguá do Sul, no estado de Santa Catarina. Ainda jovem mudou-se para São Paulo, onde iniciou seus estudos musicais. Cursou o Conservatório de Música de São Paulo, tendo aulas com os maestros Edoardo Guarnieri (regência de ópera) e Martin Braunwieser (regência coral), e aulas de canto com a professora Irma de Rimini e com o professor Hércules Sevillis.
Na capital paulista iniciou sua carreira como regente, trabalhando com os corais da Secretaria Municipal da Educação e Cultura. Foi diretor artístico e regente da Sociedade Lírica de Pernambuco e diretor de produção da TV Canal 2, em Recife. No Rio de Janeiro, regeu a primeira montagem brasileira da ópera Dido e Enéias, de Henry Purcell, no Teatro Municipal do Rio de Janeiro.
No Paraná foi chefe do setor de ópera do Teatro Guaíra, em Curitiba, do qual foi, a seguir, diretor artístico. Lá fundou o Coral Sinfônico do Paraná.
No Rio Grande do Sul fundou o Liceu Riograndense de Artes Líricas e a Associação Lírica Porto-Alegrense (ALPA). Sua ligação com a ALPA propiciou-lhe realizar diversas montagens independentes de óperas, além de algumas temporadas oficiais da Secretaria de Cultura do Governo daquele estado. Assumiu a função de diretor do Centro de Cultura Musical (atual Instituto de Cultura Musical), na altura de sua fundação, em 1978, da Pontifícia Universidade Católica do Rio Grande do Sul (PUCRS), trabalhando igualmente como regente, criando cursos e concursos (Natho Henn), apresentando cantatas, recitais, oratórios. 
Regeu mais de 60 montagens de ópera, entre elas O Guarani, La Bohème, Aida; Carmen, La traviata; A Flauta Mágica; Rigoletto, O Barbeiro de Sevilha, Il trovatore, La forza del destino, Fausto, La Gioconda, Dido e Aeneas, Giovanna D'Arco, A Viúva Alegre e O Morcego, entre outras.
O maestro Gerling Junior foi também compositor. Suas obras Cantata Rei dos Reis, Stabat Mater, Missa Breve, Dois Poemas ao Sol e Te Deum foram apresentadas com o coral e orquestra da PUCRS. É também autor do hino Eu Quisera Andar com Cristo, contido no Hinário Adventista do Sétimo Dia. 
Com o sonho de levar música ao povo, em 1988 criou a série Concertos Comunitários Zaffari, que se tornou uma referência cultural no sul do país. Durante 24 anos, com o patrocínio da Cia. Zaffari e o apoio de destacadas empresas como Tramontina, Nestlé e Grupo Votorantin, os concertos apresentaram às plateias gaúchas as mais belas canções brasileiras junto com os clássicos da música erudita.
Em 2004, Frederico Gerling Jr. realizou um dos grandes sonhos de sua vida: reunir 45 músicos na recém-criada Orquestra Filarmônica da PUC do Rio Grande do Sul. Na universidade gaúcha, ele trabalhou por 37 anos.
O Conselho Estadual de Cultura do Rio Grande do Sul o agraciou, em 1996, com a Medalha João Simões Lopes Neto, por sua contribuição para a cultura no estado. Em 2003, recebeu o título de Cidadão Honorário de Porto Alegre, que se somou ao de Gaúcho Honorário, que já havia recebido em 1994. Em 2006 recebeu a Ordem do Ponche Verde.